# FEEL ME (米倉千尋の曲)
「FEEL ME」（フィール・ミー）は、米倉千尋の11枚目のシングルである。

## 収録曲
1. FEEL ME
  - 作詞：田口俊、作曲：鵜島仁文、編曲：十川知司
  - ドリームキャストのゲーム「Revive 〜蘇生〜」主題歌。
  - 4thアルバム『Colours』には、アルバムバージョンとして収録されている。
  - ベスト・アルバム『BEST OF CHIHIROX』には、オリジナルバージョンとして収録されている。
2. Truth
  - 作詞・作曲：米倉千尋、編曲：見良津健雄
  - ドリームキャストゲーム「Revive 〜蘇生〜」イメージソング。
  - 『Colours』には、アルバムバージョンとして収録されている。
  - 『BEST OF CHIHIROX』には、オリジナルバージョンとして収録されている。
3. FEEL ME（off vocal version）